# Dorothy Ashby
Dorothy Ashby (rodným jménem Dorothy Jeanne Thompson; 6. srpna 1932 Detroit – 13. dubna 1986 Santa Monica) byla americká harfenistka. Od dětství hrála na klavír. Své první album nazvané The Jazz Harpist vydala v roce 1957 na značce Regent Records. Během své kariéry spolupracovala s řadou hudebníků, mezi které patří například Ed Thigpen, Bobby Womack, Frank Wess, Stevie Wonder, Freddie Hubbard nebo Billy Preston. Jejím manželem byl bubeník John Ashby.